# 宇都宮市立鬼怒中学校
宇都宮市立鬼怒中学校（うつのみやしりつきぬちゅうがっこう）は、栃木県宇都宮市平出町に存在する公立の中学校である。

## 沿革
- 1981年（昭和56年）
  - 4月1日 - 宇都宮市立鬼怒中学枚として創立、2年生293名、1年生310名で開校した。
  - 4月28日に校章、7月6日に校歌、8月6日に校旗が制定された。
- 1984年（昭和59年）4月1日 - 特殊学級を開設
- 1986年（昭和61年） - 全国中学校水泳競技大会で優勝、全国中学校バドミントン大会では準優勝。
- 1987年（昭和62年） - 全国中学校水泳競技大会バタフライで優勝、
- 1988年（昭和63年） - 全国中学校バドミントン大会で準優勝した。
- 1993年（平成5年）4月 - 新制服を制定。
- 1997年（平成9年）2月 - 栃木県中学校総合体育大会で学校総合優勝。
- 1999年（平成11年）4月 - 学校給食の民間委託を開始した。
- 2012年（平成24年）8月 - 陸上競技部が全国大会に出場した。
- 2013年（平成25年）2月 - スキー部が全国大会に出場した。
- 2018年（平成30年） - 全国中学生弓道大会で男子団体で優勝。
- 2020年（令和2年） - 創立40周年事業として中庭をリニュアールした。
- 2023年（令和5年）- 全国中学生弓道大会で女子団体3位。

## 設置部活

### 運動部
- 野球部
- サッカー部
- 陸上競技部
- ソフトテニス部
- バスケットボール部
- バドミントン部
- バレーボール部
- 卓球部
- 剣道部
- 弓道部

2018年の全国中学生弓道大会の男子団体で初優勝している。

## 生徒会活動

### 専門委員会
- 生活委員会
- 給食委員会
- 保健委員会
- 広報委員会
- 学芸委員会
- 美化委員会
- 学年委員会

### 特別委員会
- 生徒会誌編集委員会

毎年発行する生徒会誌「鬼怒の流れ」の、企画・編集を行っている。
- 選挙管理委員会

生徒会選挙の運営をする。

## 制服
- ブレザーは、紺色のものを使用している。
- 2021年（令和3年）4月より、性の多様性に対応するため、女子生徒のスラックス着用を可能とした[4]

### 夏服
着用期間は6月 - 9月。男子は半袖ワイシャツと夏服用ズボン。女子は半袖ブラウスとスカートまたはスラックス。

### 冬服
着用期間は10月 - 5月で、男子はブレザーと長袖ワイシャツと冬服用ズボン。女子はブレザーと長袖ブラウスとスカートまたはスラックス。冬服時に限り、ウィンドブレーカーの着用、セーターの着用(ただしVネックのもの)を許可している。

### ジャージ
- 2015年(平成27年度)よりデザインを一新し、YONEX製の紺色のものを使用している。デザイン変更以前は、男子は青色のもの、女子は緑色のものを使用していた。[要出典]

## 通学区域
- 宇都宮市[5]
  - 上野町
  - 下平出町
  - 東町
  - 平出町の一部
  - 平出工業団地の一部
  - 御幸町
  - 御幸本町
  - 御幸ケ原町
  - 柳田町

## 一般通学区域内小学校
- 宇都宮市立御幸小学校
- 宇都宮市立御幸が原小学校
- 宇都宮市立平石中央小学校
- 宇都宮市立平石北小学校

## 交通
- JR宇都宮駅より関東自動車 柳田車庫行「雷電神社前」下車、徒歩5分